# Laetisha Scanlan
Laetisha Scanlan (Melbourne, 13 de abril de 1990) é uma atiradora esportiva australiana, especialista na fossa olímpica.

## Carreira
Scanlan tida como favorita no ciclo entre 2012 e 2014, representou a Austrália nas Olimpíadas de 2016, ficando na quinta colocação na fossa olímpica, após liderar na fase de classificatória.